# Hubert Elvin Rance
Sir Hubert Elvin Rance, britanski general, * 1898, † 1974.